# Il vortice (romanzo)
Il vortice (The Drowning Pool) è un romanzo hard boiled dell'autore statunitense Ross Macdonald. Pubblicato nel 1950, è il secondo romanzo che ha per protagonista l'investigatore privato Lew Archer,

## Storia editoriale
Il libro è stato tradotto in svedese, danese, tedesco, giapponese, olandese, ceco, norvegese, francese, spagnolo, portoghese, finlandese, polacco, turco; la prima edizione in italiano è apparsa nel 1954.

## Trama
Archer è interpellato dalla signora Maude Slocum in merito a una lettera anonima indirizzata al marito, che lei è riuscita a intercettare. La donna è però troppo reticente e all'investigatore rimane solo l'opportunità di conoscere gli altri membri della famiglia: la suocera Olivia, il marito James e la figlia Cathy. Archer conosce così anche il capo della polizia Ralph Knudson (che sembra legato a Maude), il commediografo Francis Marvell (decisamente troppo legato a James) e l'autista Pat Reavis, legato a Cathy, ma licenziato in tronco.
La sera stessa Olivia Slocum cade nella piscina e muore, a causa di un disturbo cardiaco. I sospetti cadono su Pat, ma Archer non è convinto: ha seguito il giovane e lo ha visto insieme ai coniugi Kilbourne, Mavis e Walter, padrone di un impero finanziario basato sull'estrazione di petrolio, che non era riuscito ad acquistare la proprietà Slocum per l'opposizione di Olivia. Catturato Pat, sorpreso a casa della sorella Elaine, Archer cerca Knudson perché vada ad attenderlo, ma il corrotto sergente Franks (pagato da Kilbourne) non avverte il superiore. Così Archer, Reavis e un giovane improvvisatosi autista, cadono in un'imboscata: Pat è ucciso e bruciato, mentre Archer è privo di sensi.
Quando finalmente Archer torna alla villa degli Slocum, scopre il suicidio di Maude. Il messaggio della donna gli ricorda la lettera anonima, scritta con la stessa macchina. Quindi è allontanato da Knudson, con la scusa che Pat è stato ucciso fuori giurisdizione. Continuando nelle sue indagini, Archer scopre molte verità: Kilbourne aveva elargito diecimila dollari a Pat, che si era vantato di aver ucciso Olivia; poi aveva ordinato l'esecuzione di Pat e ora vorrebbe un accordo con Archer (in possesso del denaro di Pat, ma tenace nel rifiutarsi alle richieste del gangster). Nella spirale di violenza ormai innescata, Kilbourne è freddato dalla moglie Mavis e altri sicari sono finiti (Schmidt, uccisore di Pat e Melliotes, medico ricattato da Walter e sempre pronto a uccidere).
Eppure rimangono inspiegate le morti di Olivia e Maude. Archer (dopo aver consegnato i diecimila dollari di Pat a Gretchen, la sua ragazza)va da un'amica di Maude, Mildred Fleming, e da questa apprende che il matrimonio degli Slocum si basa su questioni di convenienza: lui non è considerato normale, lei ha concepito Cathy da Knudson. Di fronte a tanti misteri, finalmente la verità appare: Cathy ha spinto la nonna nella piscina ed è l'autrice delle lettere anonime. Maude non ha voluto vivere con questo peso, ma Knudson è disposto a portarsi la figlia altrove e ha dato le dimissioni dalla polizia. Dopo una rissa, Archer e Knudson si separano riconciliati.

## Opere derivate
Nel 1975 il romanzo è stato trasposto nel film Detective Harper: acqua alla gola (The Drowning Pool), con Paul Newman; regia di Stuart Rosenberg.

## Edizioni in italiano
- John Ross Macdonald, Il vortice, collana Il Giallo Mondadori n. 260, Milano: 1954
- Ross MacDonald, Il vortice, traduzione di Aldo Cecchi; prefazione e postfazione di Ranieri Carano, collana Oscar Gialli n. 9, Milano, A. Mondadori, 1975
- Ross MacDonald, Sunset Boulevard, introduzione di Guido Almansi, Onnibus gialli, Milano, Mondadori 1992; contiene: Il vortice, Non piangete per chi ha ucciso, Il ghigno d'avorio e Non fuggire, sceriffo
- Ross Macdonald, Il vortice, traduzione di Alessandra di Luzio, Bresso: Hobby & Work, 2005
- Ross Macdonald, Il vortice: romanzo, introduzione di John Connolly; traduzione dall'inglese di Raffaella Vitangeli, Roma: TimeCrime, 2022